# التهاب جراب تحت الرضفة
التهاب جراب تحت الرضفة هو التهاب يصيب الجراب السطحي أو العميق الموجود أسفل الرضفة. تشمل الأعراض ألم الركبة، والتورم، والاحمرار أسفل عظمة الرضفة. قد يتفاقم هذا الالتهاب ويؤدي إلى التهاب وتر الرضفة.
تشمل عوامل الخطر لالتهاب الجراب تحت الرضفة الركوع أو الزحف. قد يحدث أيضًا بسبب الانحناء المتكرر للركبتين أثناء الوقوف أو القرفصاء أو الجري أو القفز يعتمد التشخيص عادةً على الأعراض والفحص الجسمي. عند تأثر الجراب العميق، يزداد الألم عادةً عند ثني الركبة.
تشمل الحالات الأخرى التي قد تبدو مشابهة التهاب وتر الرضفة والتهاب الجراب أمام الرضفة.
شمل العلاج الراحة، والتناوب بين استخدام الثلج والحرارة، وتناول مضادات الالتهاب غير الستيرويدية. التهاب الجراب تحت الرضفة حالة نادرة نسبيًا، ويُعرف أيضًا باسم ركبة الكاهن أو ركبة رجل الدين